# Operacja perekopsko-czongarska
Operacja perekopsko-czongarska (ros. Перекопско-Чонгарская операция) – końcowa faza działań Frontu Południowego Armii Czerwonej dowodzonej przez Michaiła Frunzego przeciw Armii Rosyjskiej gen. Piotra Wrangla w czasie wojny domowej w Rosji.

## Tło wydarzeń
Po zawarciu 18 października 1920 r. zawieszenia broni w wojnie z Polską Armia Czerwona odzyskała swobodę ruchów na południu. 27 października 1920 r. Michaił Frunze został mianowany dowódcą Frontu Południowego. Przewaga czerwonego Frontu Południowego nad siłami Wrangla pod koniec października 1920 r. była ponad trzykrotna. Czerwoni posiadali ponad 133 tys. żołnierzy (99 tys. piechoty i 33 tys. kawalerii), biali – 35 tys. (ponad 23 tys. piechoty i blisko 12 tys. kawalerii). Mieli również zdecydowaną przewagę w liczbie karabinów maszynowych. 
W dniach 28 października – 3 listopada czerwoni wyparli białych z terytoriów na północ od Półwyspu Krymskiego, które ci zdobyli w toku operacji północnotaurydzkiej między czerwcem a wrześniem 1920 r.

## Plany stron
Pierwszą linię obrony białych na Krymie stanowił Wał Turecki – historyczne fortyfikacje ziemne wzniesione za czasów Chanatu Krymskiego w celu ochrony półwyspu przed napaściami Kozaków zaporoskich, o długości 11 km, wysokości 10 metrów, z rowami o głębokości 10 m, wzmocnione drutem kolczastym. Druga linia, usytuowana na wysokości miejscowości Iszuń, składała się z 5-6 linii okopów z drutem kolczastym. Podobne linie obrony biali przygotowali na Mierzei Arabackiej i Przesmyku Czongarskim. Słabiej broniony był Półwysep Litowski z jedną tylko linią okopów z drutem kolczastym. Główne zgrupowanie wojsk Wrangla (11 tys. żołnierzy) bronić miało Przesmyku Perekopskiego, zgrupowanie 14 tys. żołnierzy pozostawało w rezerwie, by w razie potrzeby wzmacniać obronę na odcinku perekopskim lub czongarskim, natomiast w rejonach Czongaru i Siwaszu znajdowało się po 2,5-3 tys. żołnierzy. Ostatnia grupa, 6-8 tys. żołnierzy, prowadziła walki z partyzantami Nestora Machny. Armia Rosyjska dysponowała 200 działami, 45 czołgami oraz samochodami opancerzonymi, 45 samolotami oraz 14 pociągami pancernymi.
Plan operacji przewidywał uderzenie siłami 4, 6 i 13 Armii oraz 1 i 2 Armii Konnych na Perekop, Przesmyk Czongarski i Mierzeję Arabacką przy jednoczesnym forsowaniu płycizn Zgniłego Morza w kierunku Półwyspu Litowskiego. Początkowo Michaił Frunze zamierzał przeprowadzić główne uderzenie przez Przesmyk Czongarski, siłami 4 Armii dowodzonej przez Władimira Łazariewicza, 1 Armii Konnej pod dowództwem Siemiona Budionnego oraz 3 korpusu konnego pod dowództwem Nikołaja Kaszyrina. Ostatecznie jednak siły te przeprowadziły jedynie uderzenie pomocnicze, natomiast główne uderzenie przeprowadziły 6 Armia pod dowództwem Augusta Korka oraz 1 i 2 Armia Konna (dowodzona przez Filippa Mironowa). Plan Frunzego zakładał równoczesne uderzenie frontalne na linie obrony białych oraz ich obejście przez zamarzające rozlewiska Siwaszu. W 1920 r. na Krymie wyjątkowo wcześnie zaczęły się mrozy; na przełomie października i listopada odnotowano temperaturę sięgającą -20 stopni.

## Przebieg operacji
Forsowanie Siwaszu rozpoczęło się w nocy z 7 na 8 listopada 1920 roku siłami 6 Armii. 52 dywizja strzelecka, 153 dywizja strzelecka oraz brygada kawalerii 51 dywizji przekroczyły zamarznięte bagna, wychodząc na północne krańce Półwyspu Litowskiego, zagrażając umocnieniom Perekopu atakiem od tyłu i rozbijając brygadę Kozaków kubańskich gen. Michaiła Fostikowa. Jednostki 15 i 52 dywizji podeszły do iszuńskich pozycji obronnych. Rankiem 8 listopada odparły kontrataki 2 i 3 pułków dywizji drozdowskiej, ale zostały zmuszone do wycofania się na Półwysep Litowski przez 13 i 34 dywizje piechoty dowodzone przez gen. Władimira Witkowskiego. Południowa część Półwyspu Litowskiego pozostała w rękach białych do końca dnia. Równocześnie okręty Armii Rosyjskiej powstrzymały przejście 9 dywizji strzeleckiej przez Mierzeję Arabacką. Od czoła uderzyła 51 dywizja piechoty pod dowództwem Wasilija Blüchera, jednak jej szturm na Wał Turecki 8 listopada został odparty.  
W celu wsparcia 15 i 52 dywizji przez Siwasz przeprawiła się 7 dywizja kawalerii oraz grupa wojsk Nestora Machny pod dowództwem Siemiona Karietnikowa, a następnie również 16 dywizja kawalerii 2 Armii Konnej. W nocy z 8 na 9 listopada czwarty z kolei szturm 51 dywizji na Wał Turecki zakończył się powodzeniem. Szturmowanie pozycji iszuńskiej trwało do 11 listopada; o sukcesie czerwonych przesądził wynik starcia 16 i 7 dywizji kawalerii z korpusem konnym gen. Iwana Barbowicza. 
W nocy z 10 na 11 listopada 30 dywizja strzelecka pod dowództwem Griaznowa przystąpiła do szturmu umocnień Czongaru. Po serii szturmów przełamały je 51 dywizja strzelecka oraz Dywizja Łotewska. 15 dywizja odbiła jeden z ostatnich kontrataków brygady tersko-astrachańskiej pod Iszuniem. 11 listopada Michaił Frunze przez radio zwrócił się do Wrangla, obiecując amnestię wszystkim białym, którzy złożą broń. Tego samego dnia Armia Rosyjska zaprzestała prób obrony i zaczęła cofać się do portów Krymu. Wrangel wydał rozkaz przygotowań do ewakuacji.
13 listopada jednostki 1 Armii Konnej oraz 6 Armii zdobyły Symferopol, 15 listopada – Sewastopol. Tego samego dnia jednostki 4 Armii opanowały Teodozję. 16 listopada Armia Czerwona opanowała Kercz, następnego dnia Jałtę. 
Siły białych na Krymie dysponowały znaczną flotą wojenną (w tym pancernikami) i cywilną. 11 listopada zaczęto ewakuację osób cywilnych na statki, a wkrótce potem także ewakuację wojska. Zgodnie z rozkazami władz białych ewakuacja była dobrowolna, również w stosunku do żołnierzy. Do wieczora 14 listopada wszystkie zdatne jednostki pływające załadowane uciekinierami opuściły Sewastopol, a w następnych dniach także inne porty południowego Krymu. 15 listopada z Teodozji odpłynął sam Wrangel na pokładzie okrętu "Generał Korniłow". 16 listopada cała flota obejmująca 126 rosyjskie okręty i statki cywilne różnych typów i tonażu oraz wspomagające okręty francuskie) połączyła się i skierowała do Stambułu, gdzie przybyła 18 listopada tracąc po drodze jeden niszczyciel ("Żywoj"). W sumie ewakuowano prawie 146 tys. ludzi, nie licząc załóg floty. Ludzie ci zostali w większości rozmieszczeni w północno-zachodniej Turcji. 
Zdobycie Krymu przez Armię Czerwoną było ostatecznym zwycięstwem nad wojskami białych na południu Rosji. Po zwycięstwie nad Wranglem Armia Czerwona zerwała sojusz z Nestorem Machną. Po zakończeniu walk na odprawę wojskową do Hulajpola wezwany został Siemion Karietnikow, dowodzący wojskami anarchistów uczestniczącymi w szturmie Krymu. Po drodze Karietnikow został aresztowany wraz z szefem sztabu Gawryłenką, oficerami sztabowymi i dowódcami. Wszyscy zostali rozstrzelani w Melitopolu 26 listopada 1920. Biali i ich zwolennicy, którzy nie ewakuowali się z półwyspu, padli ofiarą czerwonego terroru, wszczętego na zajętym Krymie przez komitet rewolucyjny z Belą Kunem i Rozaliją Ziemlaczką na czele. 

## Upamiętnienie
Dywizje Armii Czerwonej, które brały udział w bitwie, otrzymały nazwy honorowe: 15 dywizja strzelecka – Siwaska, 30 strzelecka i 6 kawaleryjska – Czongarska, 51 – Perekopska. 
Na cześć zwycięskiej operacji nazwano ulice – Bulwar Czongarski oraz Wielką i Małą Juszuńską w Moskwie, a także Czongarską w Bobrujsku.